# Ismaël Ferroukhi
Ismaël Ferroukhi (ur. 26 czerwca 1962 w Al-Kunajtirze) – francusko-marokański reżyser i scenarzysta filmowy.
Debiutował jako twórca obrazów krótkometrażowych. L'Exposé (1993) zdobył nagrodę Kodak Short Film Award na 46. MFF w Cannes. W 1996 powstał Court toujours: l'Inconnu z Catherine Deneuve w roli głównej. Pracował na potrzeby telewizji, był współscenarzystą kilku filmów Cédrica Kahna. 
Jego pełnometrażowy debiut Wielka podróż (2004) został ciepło przyjęty i uhonorowany główną nagrodą w sekcji "Horyzonty" na 61. MFF w Wenecji. Jest to opowieść o dwóch Marokańczykach, ojcu i synu, mieszkających we Francji i udających się starym samochodem na pielgrzymkę do Mekki. 

## Reżyseria
- L'Exposé (1993)
- Wszyscy młodzi w ich wieku  (1994)
- Court toujours: l'Inconnu (1996)
- Petit Ben (2000)
- Wielka podróż (Le grand voyage, 2004)
- Enfances (2007)